# Зале-Орла (район)
Зале-Орла (нем. Saale-Orla) — район в Германии. Центр района — город Шлайц. Район входит в землю Тюрингия. Занимает площадь 1148,41 км². Население — 92 739 человек. Плотность населения — 81 чел./км². Официальный код района — 16 0 75.
Район подразделяется на 76 общин.

## Города и общины
Города
1. Бад-Лобенштайн (6902)
2. Гефелль (2811)
3. Хиршберг (2522)
4. Нойштадт-на-Орле (8733)
5. Пёснек (13 394)
6. Ранис (1945)
7. Зальбург-Эберсдорф (3987)
8. Шлайц (9012)
9. Танна (4063)
10. Триптис (4023)
11. Вурцбах (3766)
12. Цигенрюк (778)

Общины
1. Крёльпа (3130)
2. Ремптендорф (4107)
3. Бургк (103)
4. Брайтенхайн (167)
5. Коспода (450)
6. Линда-Нойштадт-на-Орле (402)
7. Штанау (150)

Объединения общин
Управление Оппург
1. Бодельвиц (626)
2. Дёбриц (208)
3. Гертевиц (181)
4. Гробенгеройт (234)
5. Лангенорла (1488)
6. Нимриц (328)
7. Обероппург (194)
8. Оппург (1307)
9. Квашвиц (75)
10. Зольквиц (73)
11. Вайра (420)
12. Вернбург (755)

Управление Ранис-Цигенрюк
1. Криспендорф (449)
2. Эсбах (252)
3. Гёссиц (347)
4. Кайла (101)
5. Мокса (93)
6. Паска (131)
7. Пойшен (508)
8. Ранис (1945)
9. Шморда (89)
10. Шёндорф (296)
11. Зайсла (165)
12. Вильхельмсдорф (242)
13. Цигенрюк (778)

Управление Зале-Реннштейг
1. Биркенхюгель (454)
2. Бланкенберг (1 138)
3. Бланкенштайн (977)
4. Харра (940)
5. Нойндорф (694)
6. Поттига (465)
7. Шлегель (388)

Управление Зеенплатте
1. Буха (96)
2. Хурсдорф (215)
3. Диттерсдорф (225)
4. Драгенсдорф (66)
5. Дреба (284)
6. Гёрквиц (315)
7. Гёшиц (277)
8. Киршкау (244)
9. Кнау (719)
10. Лёма (314)
11. Мосбах (436)
12. Нойндорф (308)
13. Эттерсдорф (870)
14. Плотен (313)
15. Пёрмиц (221)
16. Тегау (421)
17. Фолькмансдорф (312)

Управление Триптис
1. Драйч (462)
2. Герода (272)
3. Лемниц (415)
4. Мизиц (322)
5. Миттельпёльниц (328)
6. Пиллингсдорф (176)
7. Розендорф (177)
8. Шмириц (423)
9. Тёммельсдорф (143)
10. Триптис (4 023)